# James Gillespie Graham
James Gillespie Graham (11 juin 1776 – 21 mars 1855) est un architecte écossais du début du XIXe siècle.

## Biographie
Graham est né à Dunblane le 11 juin 1776. Il est le fils de Malcolm Gillespie, avocat. Il est baptisé James Gillespie.
En 1810, sous le nom de James Gillespie, il vit dans un appartement au 10 Union Street, à l'extrémité de Leith Walk à Édimbourg. En 1820, il déménage dans une maison beaucoup plus luxueuse au 34 Albany Street, non loin de son ancien appartement.
Il est surtout connu pour son travail dans le style baronnial écossais, comme au château d'Ayton, et il travaille également dans le style néo-gothique, dans lequel il est fortement influencé par le travail d'Augustus Pugin. Cependant, il travaille également avec succès dans le style néoclassique, comme en témoigne sa conception de Blythswood House à Renfrew, à sept milles en aval de la rivière Clyde, à partir de Glasgow.
Graham conçoit principalement des maisons de campagne et des églises. Il est également bien connu pour son design d'intérieur, ses œuvres les plus remarquables à cet égard étant celles du château de Taymouth (en) et de Hopetoun House.
Il travaille sur des églises comme la cathédrale St Andrew à Glasgow, la cathédrale catholique  St Mary et l'église Highland Tolbooth (aujourd'hui The Hub) à Édimbourg et des maisons comme Cambusnethan House dans le Lanarkshire.
Il est responsable de l'aménagement du domaine Moray de la nouvelle ville d'Édimbourg et de la conception de Hamilton Square et des rues adjacentes de la nouvelle ville de Birkenhead, en Angleterre, pour William Laird, beau-frère de William Harley, développeur majeur du Nouvelle ville sur Blythswood Hill à Glasgow. Selon l'écrivain Frank Arneil Walker, il pourrait être responsable de la rénovation du château de Johnstone, dans le Renfrewshire.
Il conçoit et construit une maison au 34 Albany Street dans la nouvelle ville d'Édimbourg pour lui et sa femme et y vit de 1817 à 1833.
Il meurt à Édimbourg le 21 mars 1855 après quatre ans de maladie.
Il est enterré dans la section sud-ouest scellée de Greyfriars Kirkyard, généralement appelée la prison des Covenanters, avec sa femme et d'autres membres de sa famille.

## Famille
En 1815, il épouse Margaret Ann Graham, fille d'un riche propriétaire foncier, William Graham d'Orchill (décédé en 1825) dans le Perthshire. Ensemble, ils ont deux filles. En 1825, à la mort du père de sa femme, le couple hérite de son grand domaine de campagne et James devient par la suite connu sous le nom de James Gillespie Graham.
Sa femme meurt en 1826 et il se remarie avec Elizabeth Campbell, fille du major John Campbell du 76e régiment d'infanterie.

## Galerie

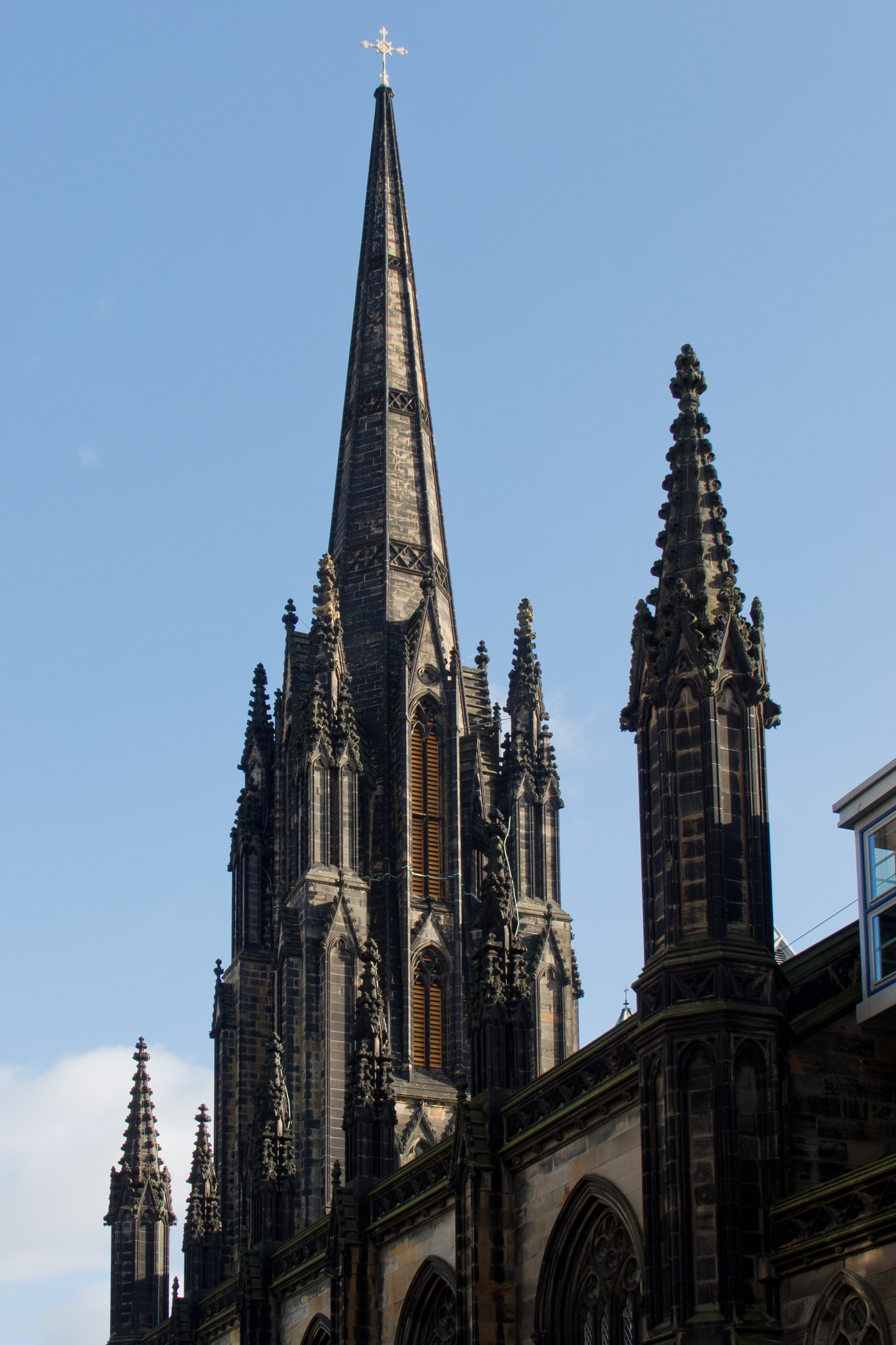
Tolbooth Kirk Édimbourg
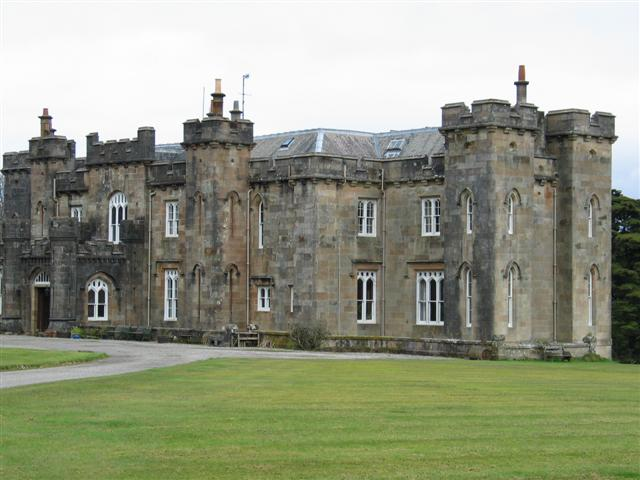
Château de Torrisdale
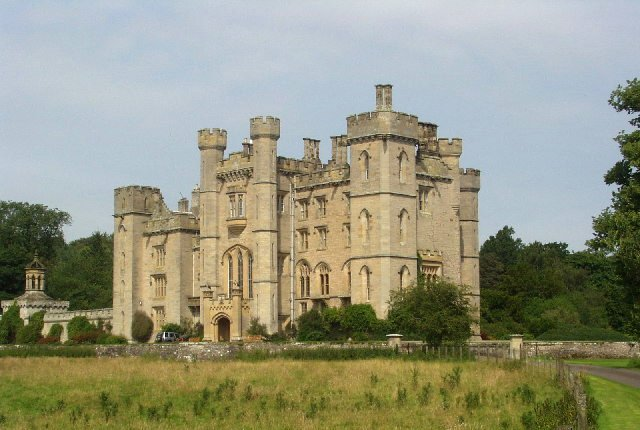
Château de Duns
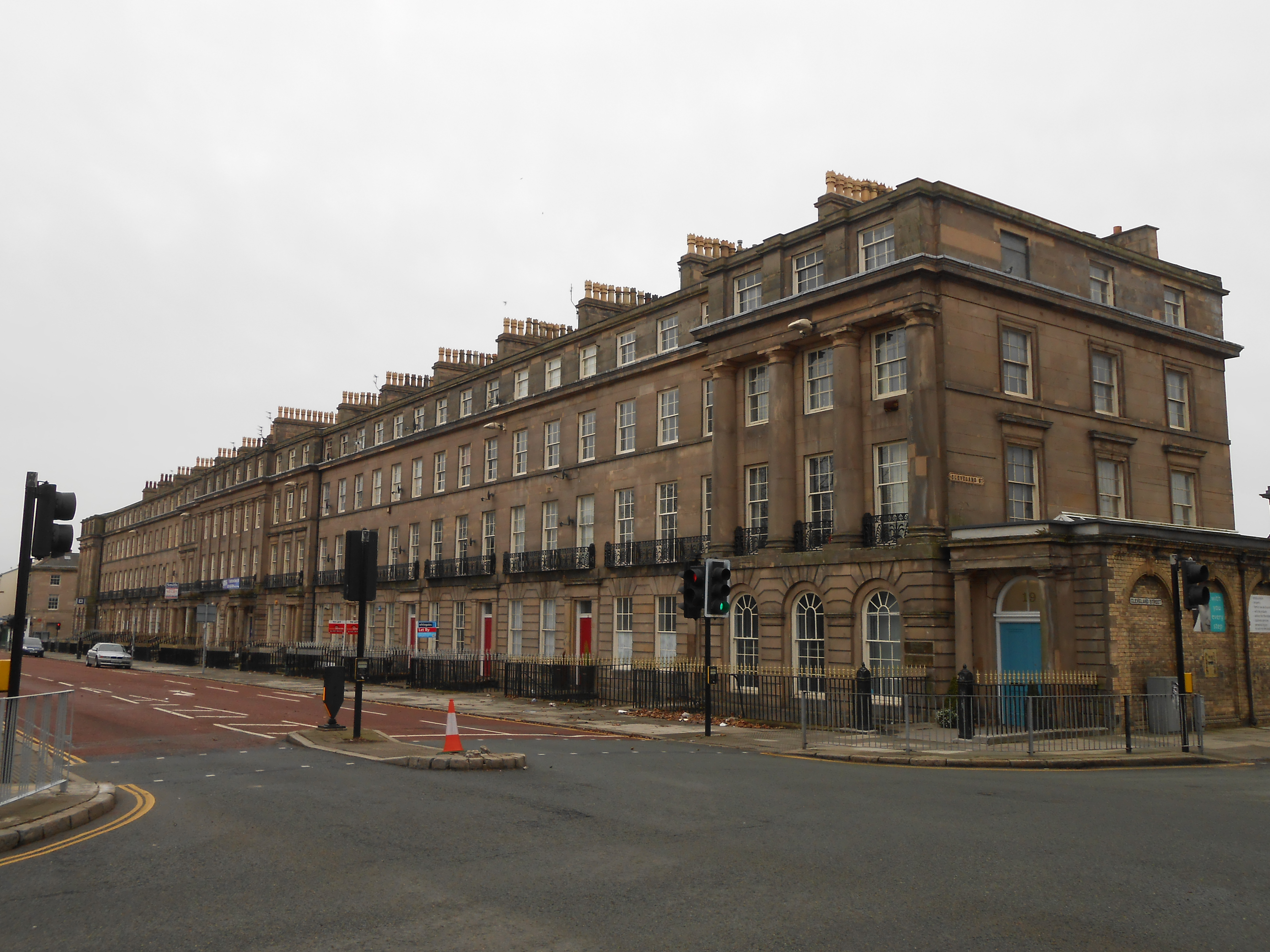
19-34 Hamilton Square, Birkenhead
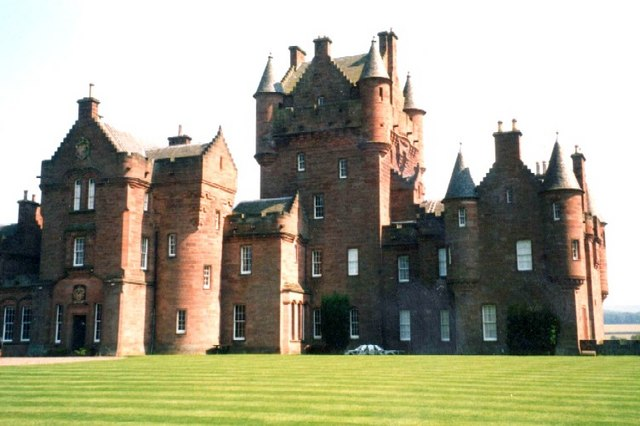
Château d'Ayton